# ナースィル・ホスロー
ナースィル・ホスロー（ペルシア語: ناصر خسرو قبادیانی, Abu Mo’in Hamid ad-Din Nasir ibn Khusraw al-Qubadiani、1003年－1061年、ナーセル・ホスロー、ナースィレ・フスラウ、ナシール・ホスロー）は、11世紀のペルシアの詩人・イスラム神学者。旅行記作家やイスマーイール派のダーイー(教宣員)、思想家としても知られている。
バルフ近郊の地主の家に生まれ、初めはセルジューク朝に仕えていた。1045年に夢のお告げによって、職を辞してメッカ巡礼に赴き、ニーシャープール・タブリーズ・アレッポ・ベイルート・エルサレム・カイロ・アスワン・マッカ（メッカ）・バスラ・エスファハーンなどの諸都市を巡って帰国し、後に旅行記『サファル・ナーメ（Safarnama、de）』を著した。この書は各地の都市構造・政治的支配の実態・文化人ネットワークの姿を様々な角度から描き、できるだけの正確さ（見聞記事と伝聞記事の区別の明記など）に努めており、11世紀のイスラム世界の姿を知る上で貴重な文献である。
さて、その巡礼中にエジプトにおいて彼はイスマーイール派の教えを受けて感銘し、帰国後にその教えを広めようとしたがセルジューク朝から異端として弾圧され、追われる身となる。晩年はバダフシャーンの山中にて余生を送った。
著書の多くは散逸してしまったが、現存するものでも詩集『ディーワーン（Diwan）』は当時のイスラム思想が強く反映された作品であり、ペルシア文学史においても貴重なものである。また、『宗教の書（wajh-i-din）』はイスマーイール派の教えを分かりやすく説いた書として知られている。

## 生涯
西暦1003年に、バルフ近郊に位置するクバーディヤーンの富裕な家に生まれた。
彼は宗教的には初めイスラーム正統スンナ派の信者で、ハナフィー派の塾で学んだといわれている。青年時代の彼はクルアーンを初めとしイスラーム神学には申すに及ばず、文学、数学、音楽、天文学、医学等広範な学問を収め、特にギリシャ哲学に強く心を惹かれた。彼はバルフにおいてガズニー朝のスルタン・マフムードやマスウードに仕えた。ナースィル・ホスローが27歳であった西暦1030年、マフムードが死去。青年時代の彼は学業修業とともに各地を旅行した。インド、トルキスタン、アフガニスタン、ディラム等広く旅をして見聞を広めた。1040年にバルフがセルジューク朝の攻撃を受けて陥落し、ガズニー朝のホラーサーンにおける勢力が駆逐された時、彼は居をバルフよりメルヴに移し、セルジューク長のアブー・スライマーン・チャグリー・ベーグ・ダーウードに税務官として仕えた。彼がもしスンナ派の信者にとどまり、そのまま長くセルジューク朝に仕えていたとしたら、ニザーム・アルムルクのような高官になったであろうといわれている。しかし、彼はその職を辞した。彼の生涯の一大転換期が訪れたのである。
西暦1045年の秋、彼はジョウズジャーンに赴いた。その頃彼は一ヶ月近く飲酒に耽っていた。彼は自己の旅行記の巻頭に次のように述べている。「或る夜私は夢をみた。或る者が私にこう言った。『人の叡智を衰えさせる飲酒をいつまで続けるつもりか。正気にかえるがよかろう。』私は答えて言った。『浮世の悲しみを減じるにはこれ以外に何ができましょう。』彼は答えた。『無我、無感覚に休養はなかろう。人を無感覚に導くような者を賢人（حکیم）と言うことはできない。知性、知力を増すものを求めるべきである。』私は言った。『それをどこからもってきましょう。』彼は言った。『求める者こそ見出すであろう。』それから彼はギブラの方向を指示し、他に何も言わなかった。私は夢からさめた時も一部始終を覚えていた。それに影響されて私は独り言を言った。『昨夜の夢よりさめた今、四十年来の夢からもさめなければならない。』そして己の全ての行為を変えない限り、安心を得られないだろうと考えた。」
彼はこの時から従来の生活態度を一変し、人生の第二期に入った。真実の道を追求しようと決心した彼は、西暦1045年に弟アブー・サイードとインド人下僕を伴い、郷里を後にして長い旅に出た。この旅は1052年まで7年に亘り続けられ、この間の事情は彼の旅行記に詳しく述べられている。彼の真の人生はこの旅から始まったといっても過言ではない。当時ファーティマ朝治下にあったエジプトに達した彼はイスマイール派に改宗し、Hujjat（立証）という称号を得て、ホラーサーン地方におけるイスマーイール派布教の任務を授けられた。彼がエジプトからこの大任を帯びて長い旅から郷里バルフに戻った時、彼の齢は50歳に達していた。
彼の生涯の第3期はこの時から始まる。新たな精神的支柱を得た彼は、残りの生涯を全てイスマーイール派布教に捧げ、各地に布教者を派遣し活発な活動を開始した。セルジューク朝の干渉がなかったならば、布教によりホラーサーンを自己の支配下におくことができたかもしれないほどであった。しかしその後スンニー派の反対が次第に高まり、彼はついにセルジューク朝の君主よりホラーサーンを追放されることとなった。この追放の年は明らかでないが、イスラーム暦453年以前であったことは間違いない。というのは、この年に書かれた彼の作品にはこの追放のことが書かれているからである。ホラーサーン地方はシーア派、イスマーイール派にとって、ガズニー朝、セルジューク朝治下にあっては受難の地ともいうべきで、特にアルブ・アルスラーンの治世に、ニザーム・アルムルクが宰相となるに及んで迫害は一層激しくなった。追放されるに及んで、彼は秘密裏に布教を続けたが、やがてマーザンダラーンに逃れ、次いでニーシャープールに移り、更にバダフシャーン山中のユムガーンに逃れた。しかし彼は布教活動を開始以来、多くの迫害にあい、周辺のものから異端視され義絶されて、流浪の旅を続けて最後辿り着いたところが山間の僻地ユムガーンであったので、配所のところに、悲しみもまた深かった。彼の詩集にはこの悲しみを詠んだ詩が多く見られる。しかし他方ではこの逆境も自ら選んだ道であり、正しい道を追求する者が耐え忍ばねばならないものであると自らに言い聞かせている。余生の約20年この地に留まり、この間殆ど外にでることなく、布教のための執筆活動に専念するとともに、弟子たちを各地に派して死に至る迄布教活動を続けた。彼はこの地においてイスマイール派の一派であるナースィリーヤ派を創めたといわれている。彼の没年には諸説あるが、おそらくイスラーム暦481年に死去した。

## 作品
『旅行記』سفرنامه
彼の最初の作品である。1881年にパリで仏訳とともに出版されたのを始めとして、テヘラン、ベルリン、ボンベイで原文のみで出版されている。ペルシア文学史上において、ほぼ同時代のニザーム・アルムルクの『政治の書』、『カーブースの書』と並び11世紀散文文学の三大傑作の一つである。歴史、地理学上からみてもその価値は極めて高く、また紀行文学としても独自の地位を占めている。文章は平易かつ流麗で、宗教的色彩はほとんどなく、文体はガズニー朝初期の文体に属する。
『詩集』دیوان
現存する最古の写本は彼の没後約2世紀を経たイスラーム暦714年に書かれたもので、ロンドンに所蔵されてある。ここで使用されている詩形はカスィーダ（頌詩）である。この詩形は、賛辞、風刺、頌栄、祈祷、説諭、哲学的内容を表現する場合に使用される詩形で、この種の詩人には王侯貴族の保護を受けた宮廷詩人が多く、とかく美辞麗句ばかりをつらね、虚偽に満ちた飾り立てをし、技巧にのみとらわれて保護者を賛美し、自己の地位確保と褒賞獲得に汲々としているものが多かった。しかしナースィル・ホスローは、カスィーダを使ったとはいえ、その内容はほとんど哲学、神学的で、彼の刺繍はイスマーイール派教義の百科事典の感がある。彼の哲学思想はイフワーン・サファー、イブン・スィーナー、ファーラービーの思想の影響を強く受けており、詩作の面ではキサーイーの影響をうけているが、その内容が正統イスラームよりみれば異端なイスマーイール派に関するものであるため、とかく無視されがちであった。しかし、西欧東洋学者からは19世紀以来高く評価されてきた。
『光明の書』روشنایی نامه
詩形はマスナヴィー体で、作製年代については従来多くの説がある。内容は哲学体系に関するもので、イブン・スィーナーの哲学の影響が目立っている。
『幸福の書』سعادت نامه
詩形はマスナヴィー体で、1880年に仏訳されている。30章より成り、善、信義、恩、理性、満足等に関する教訓的な内容が多く、ユムガーンにおいて詠まれたものである。
『宗教の顔』وجه دین
イスマーイール派の教義、特にターウィルについて詳しく記述されている。イスマーイール派の入門書ともいうべき本で、あらゆる分野に亘ってイスマーイール派としての解釈が述べられている。
『旅人の糧食』زادالمسافرین
イスラーム暦453年の作品である。27章より成り、イスマーイール派としての解釈が述べられている。
『兄弟の食卓』خوان الإخوان
テヘラン版によると、290頁100章より成り、イスマーイール派接心論に関して記述されている。
『二賢集合の書』جامع الحکمتین
ギリシャ哲学とイスマーイール派接心論との調和について論じたものである。本章は34章より成り、イスマーイール派の詩人アブー・ル・ハイサムのカスィーダをバダフシャーンのアミールの命で彼が注釈をほどこしたものである。
『展開と解決』گشایش و رهایش
イスマーイール派の教義を質疑応答形式で述べたものである。
『理性の書』بستان العقول
『鍵と燈火の書』
『迷える者への導』 دلیل المتحرین
『立証の書』
『芸術の不思議』
『学者の言葉の書』
『イマームの選定と信仰の選定」
『数学の奇妙と数学家の不思議』عجایب الحساب و عرایب الحساب